# ترور رایت
تِـرِوِر رایت (انگلیسی: Trevor Wright؛ زادهٔ ۲۳ اوت ۱۹۸۰) بازیگر اهل ایالات متحده آمریکا است. وی از سال ۱۹۸۹ میلادی تاکنون مشغول فعالیت بوده است.

## گزیده فیلمشناسی
از فیلم‌ها یا برنامه‌های تلویزیونی که وی در آن نقش داشته است می‌توان به آثار زیر اشاره کرد.
- این رفتارت را دوست دارم (۲۰۰۳)
- سی‌اس‌آی: نیویورک (۲۰۰۶)
- سرپناه (فیلم ۲۰۰۷) (۲۰۰۷)
- اتاق خالی ۲ (۲۰۰۸)
- شبکه اجتماعی (فیلم) (۲۰۱۰)